# San Luis, Argentina
San Luis är huvudstad i den argentinska provinsen San Luis i Cuyo-regionen i nordvästra Argentina. Staden är belägen vid Chorrillosfloden vid foten av Sierras Grandes 762 meter över havet. Staden grundades 1594 men övergavs efter flera attacker och återuppstod 1596. Sedan 2007 är peronisten María Alicia Lemme borgmästare.

## Klimat

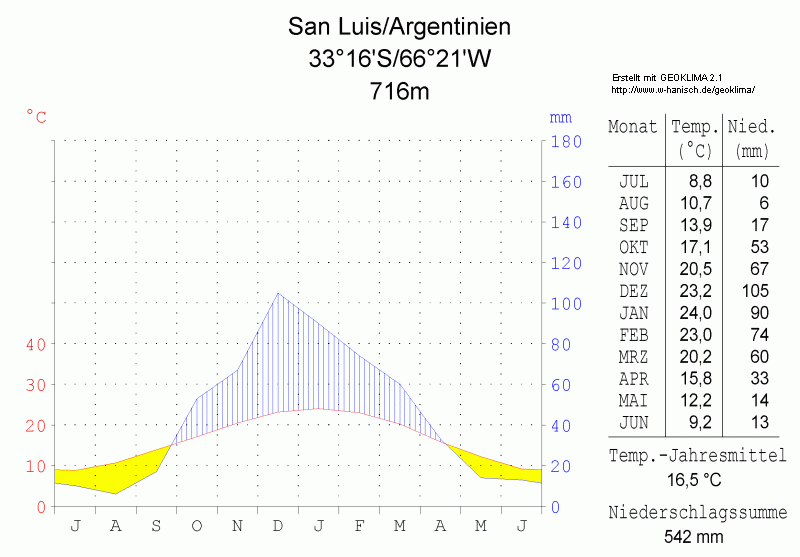
Temperatur och nederbörd i San Luis

San Luis har en medeltemperatur på 16,5 grader och årsnederbörd på 542 millimeter. De varmaste månaderna är november till mars då dygnstemperaturen är över 20 grader. Det är också under sommaren den mesta nederbörden faller. De kallaste månaderna är juni och juli med temperaturer under 10 grader, och lite nederbörd.

## Geografi
San Luis är beläget på 762 meters höjd i provinsen San Luis som räknas in i Cuyo-regionen som omfattar de västliga provinserna som gränsar mot Anderna och Chile. Till skillnad från de andra provinserna, San Juan, Mendoza och La Rioja, gränsar inte San Luis direkt mot Anderna. Precis som i övriga Cuyo finns omfattande vinodlingar.

## Historia
San Luis grundades 1594 på order av guvernören i Chile men fick överges efter attacker från den infödda befolkningen. Bosättningen återuppbyggdes 1596. Fram till mitten av 1800-talet var det en relativt obetydlig gränsbosättning, som flera gånger attackerades.
Staden nåddes 1882 av järnvägen till Chile vilket ökade tillväxten. 1883  inleddes byggandet av katedralen och provinsens administrationsbyggnad i fransk renässansstil färdigställdes 1911. Befolkningen nådde 40 000 på 1960-talet.

## Näringsliv
Näringslivet i och omkring staden är främst uppbyggd kring jordbruk och jordbruksprodukter vilket möjliggörs genom konstbevattning.

## Kommunikationer
San Luis är beläget vid Ruta nacional 7 som förbinder Mendoza  (255 kilometer) med Buenos Aires (791 kilometer). De närmaste provinshuvudstäderna i övrigt är San Juan (323 kilometer) och Córdoba (412 km). Centralt i staden finns stadens flygplats, LUQ eller SAQU, med regelbundna avgångar till Buenos Aires.

## Bilder

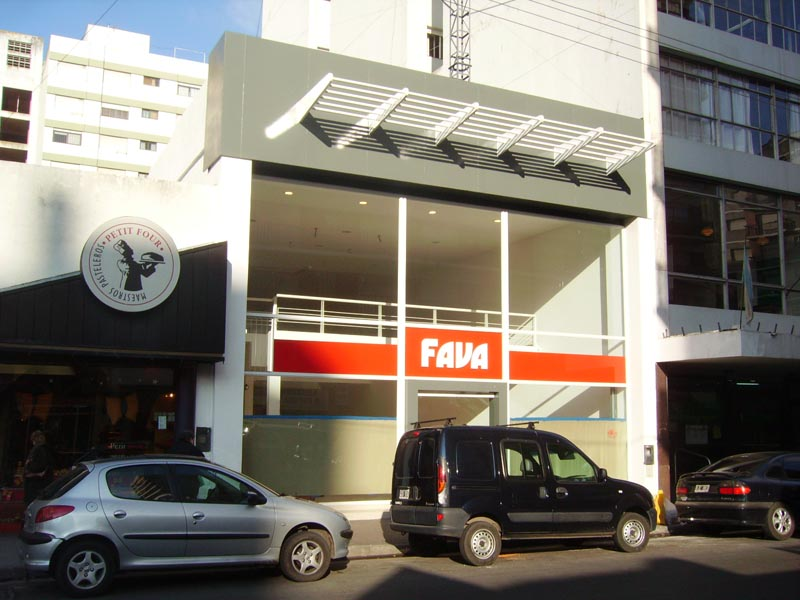
Butik i San Luis
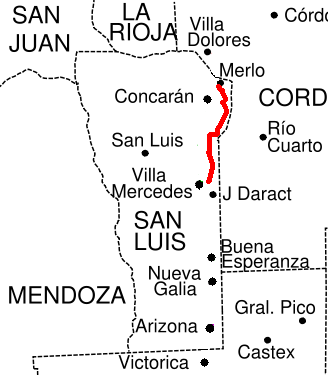
Karta över San Luis omgivningar
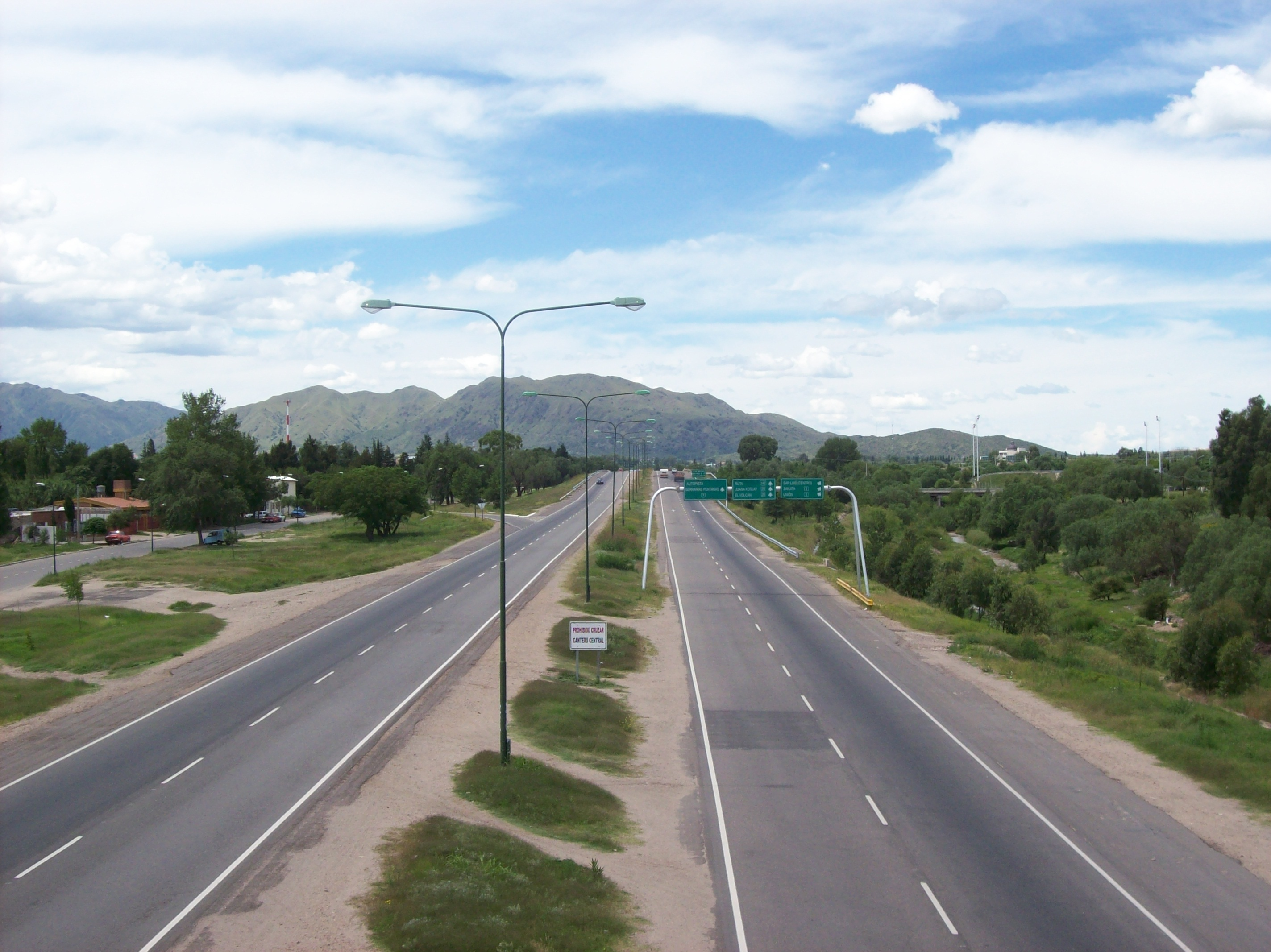
Utkanten av staden